# Holme Olstrup Sogn
Holme Olstrup Sogn er et sogn i Næstved Provsti (Roskilde Stift).
I 1800-tallet var Holme Olstrup Sogn anneks til Rønnebæk Sogn. Begge sogne hørte til Hammer Herred i Præstø Amt. Rønnebæk-Holme Olstrup sognekommune blev senere delt så hvert sogn dannede sin egen sognekommune. Rønnebæk gik i 1962 ind i Fladså Kommune, men blev ved selve kommunalreformen i 1970 indlemmet i Næstved Kommune i stedet. Holme Olstrup gik også tidligt ind i Holmegaard Kommune, der ved strukturreformen i 2007 også indgik i Næstved Kommune.
I Holme Olstrup Sogn ligger Holme Olstrup Kirke.
Kirken og huse i Holme Olstrup by ses i H.A. Brendekildes maleri Sædemanden
I sognet findes følgende autoriserede stednavne:
- Holmegaard (ejerlav, landbrugsejendom)
- Holme-Olstrup (bebyggelse, ejerlav)
- Jydebæk (vandareal)
- Kalby (bebyggelse, ejerlav)
- Kalby Ris (areal, bebyggelse)
- Møllevænget (bebyggelse)
- Studemose Skov (areal)